# ماريون بيتمان ألين
ماريون بيتمان ألين (بالإنجليزية: Maryon Pittman Allen)‏ (30 نوفمبر 1925 في ميريديان، ميسيسيبي - 23 يوليو 2018 في برمنغهام، ألاباما) سياسية، وصحفية من الولايات المتحدة.